# Český Vašek

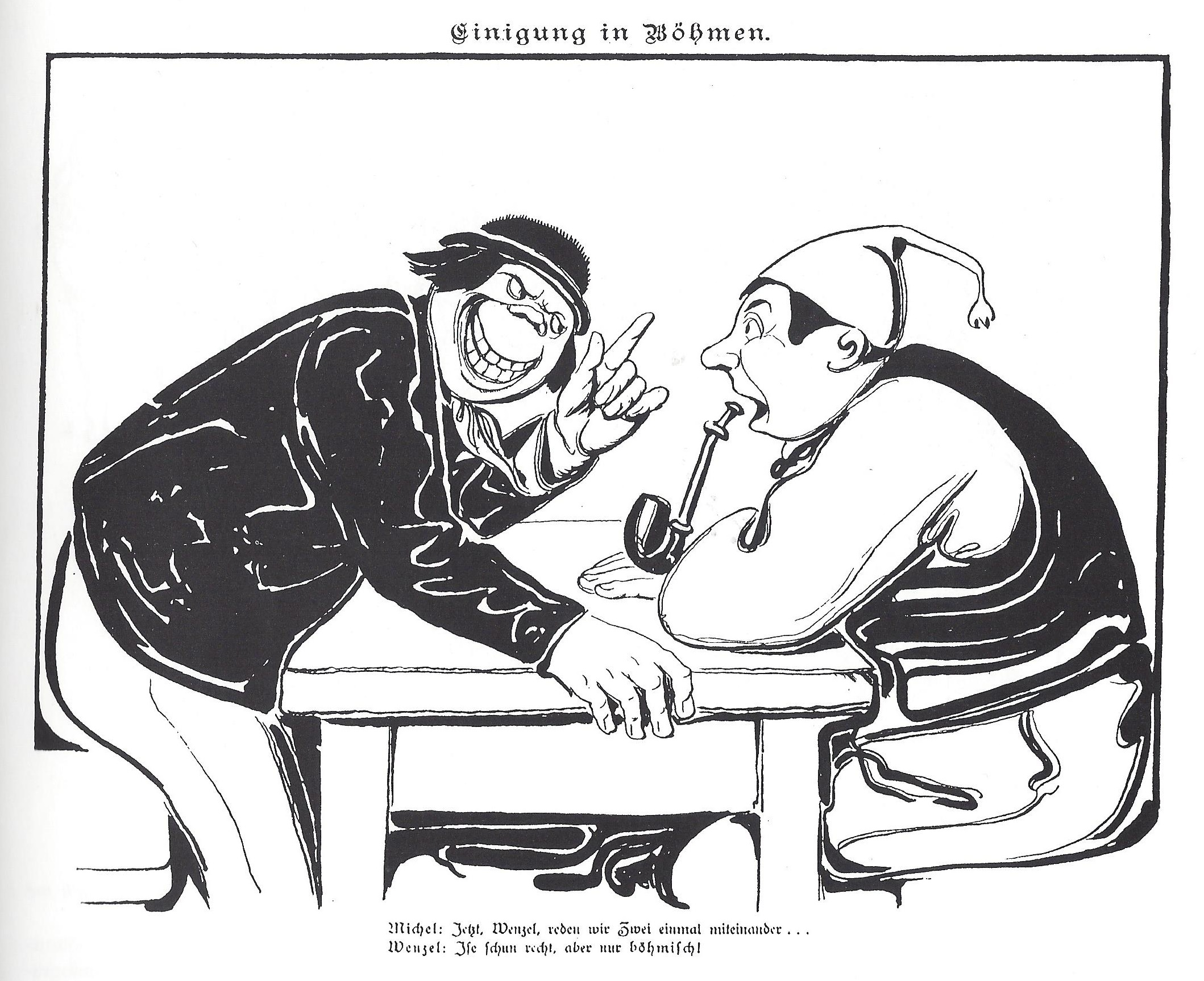
Negativní karikatura českého Vaška v hovoru s Německým Michlem

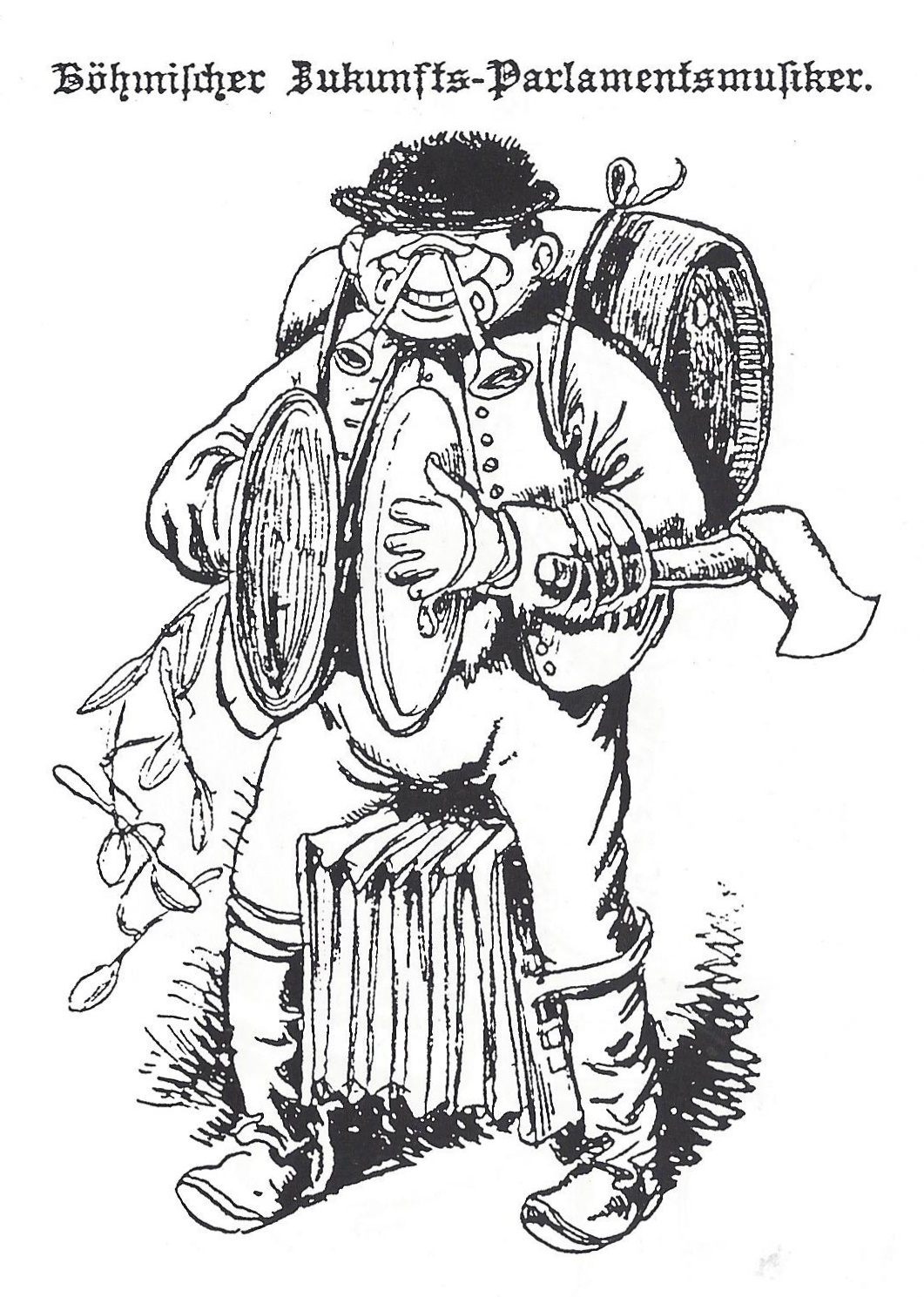
Karikatura českého hudebníka

Český Vašek (německy Böhmischer Wenzel) je historická postava představující národní charakter Čechů, používaná v době soutěžení s německým nacionalismem na konci 19. století. 

## Popis
Takové postavy se liší od osob, které slouží jako zosobnění samotného národa, jako byla česká Čechie nebo francouzská Marianne. Obvykle je vyobrazen v kroji kombinujícím klobouk z Plzeňského kraje s oblečením z dalších regionů.  
Němci je používali jako negativní karikaturu Čechů a zobrazovali je jako pouliční muzikanty znamenající bezstarostný životní styl, samotní Češi je takto vykreslovali pozitivně. V Humoristických listech Vaška charakterizuje bezstarostnost, veselost a trocha povýšenosti.
Český Vašek je považován za protějšek Německého Michla, postavy představující národní charakter Němců.

## Zajímavost
Český Vašek se také říkalo loupežníkovi Václavu Kumrovi (1767–1843, někdy uváděn jako Wenzel Kummer), který byl v roce 1798 zatčen a odsouzen k trestu 20 let ve vězení na Špilberku.